# Gitarre
Die Gitarre (von spanisch guitarra, über arabische Vermittlung von altgriechisch κιθάρα, kithara) ist ein Musikinstrument aus der Familie der Lauteninstrumente, nach der Tonerzeugung ein Saiteninstrument, spieltechnisch ein gezupftes bzw. geschlagenes Zupfinstrument. Es gibt akustische und elektrische Gitarren (E-Gitarren) sowie Hybridformen.

## Geschichte
Es gibt Annahmen, nach denen sich Vorformen der Gitarre bis ins Altertum und die Antike zurückverfolgen lassen sollen. Die durch ausreichend eindeutige Bilddarstellungen, literarische Zeugnisse und ab dem 16. Jahrhundert auch durch überlieferte Kompositionen als gesichert zu betrachtende Geschichte der Gitarre umfasst den Zeitraum vom Auftreten erster als Gitarren zu identifizierender und als solche benannter Instrumente vom Spätmittelalter bis zur Gegenwart.

## Aufbau

Elemente einer klassischen Gitarre

Eine Gitarre ist in drei Teile untergliedert:

### Korpus
Nach der Korpusform gehört die Gitarre zu den Kastenhalslauten. Bei akustischen Instrumenten (im Gegensatz zu elektrischen) besteht der Korpus meistens aus einem leichten, taillierten, hölzernen Resonanzkörper, der wiederum aus Boden, Zargen und Decke besteht, wobei in die Kante zwischen Zarge und Decke oft eine Randeinlage eingefügt ist.
Die Decke, deren Material den wichtigsten Faktor für die Klangqualität einer akustischen Gitarre darstellt, hat dabei ein meistens kreisrundes Schallloch, das bis ins 18. Jahrhundert mit einer Rosette verziert wurde. Wie bei den Geigen gehen – im Gegensatz etwa zur Viola da gamba und zum Kontrabass – die Schultern des Korpus nicht in einer Rundung, sondern annähernd in einem rechten Winkel in den Hals über. Es gibt jedoch, vor allem im Bereich der E-Gitarren, noch zahlreiche andere Bauformen wie zum Beispiel Halbresonanz-Gitarren und Solidbody-Gitarren (ohne Hohlkörper).
Auf dem Korpus befindet sich der Steg (englisch bridge). An diesem, bei akustischen Gitarren auf die Decke geleimten Querriegel oder – zumeist bei elektrischen Gitarren – unterhalb davon an einem Saitenhalter, ist das eine Ende der Saiten befestigt. Auch für den Steg gibt es zahlreiche unterschiedliche Bauformen mit unterschiedlichen Einstellmöglichkeiten für Saitenlage, exakte Mensur einzelner Saiten oder auch mit Sonderfunktionen (zum Beispiel Tremolo-Hebel – eigentlich Vibrato).

### Hals
Eine Gitarre hat einen Hals, über dem zwischen Sattel (am Kopf) und Steg (auf dem Korpus) Saiten aufgespannt sind. Die Saitenstärke variiert je nach Stimmung und Mensur. Da die Gitarre, ein sogenanntes Querriegelinstrument, aus dem Korpus und einem davon deutlich abgesetzten Hals besteht, rechnet man sie (im Gegensatz zu den einfachen Chordophonen wie den Zithern) zu den zusammengesetzten Chordophonen.
Bei heutigen Gitarren besteht der Hals meist nicht aus einem Stück, sondern aus mehreren quer verleimten Hölzern und einem aufgesetzten Griffbrett, über dem die Saiten laufen. Diese Konstruktion bietet Vorteile für die Formstabilität des Halses (bei Austrocknung) und zudem durch die Wahl unterschiedlicher Hölzer für Hals und Griffbrett die Möglichkeit der gezielten Einflussnahme auf Klang und Bespielbarkeit der Gitarre.

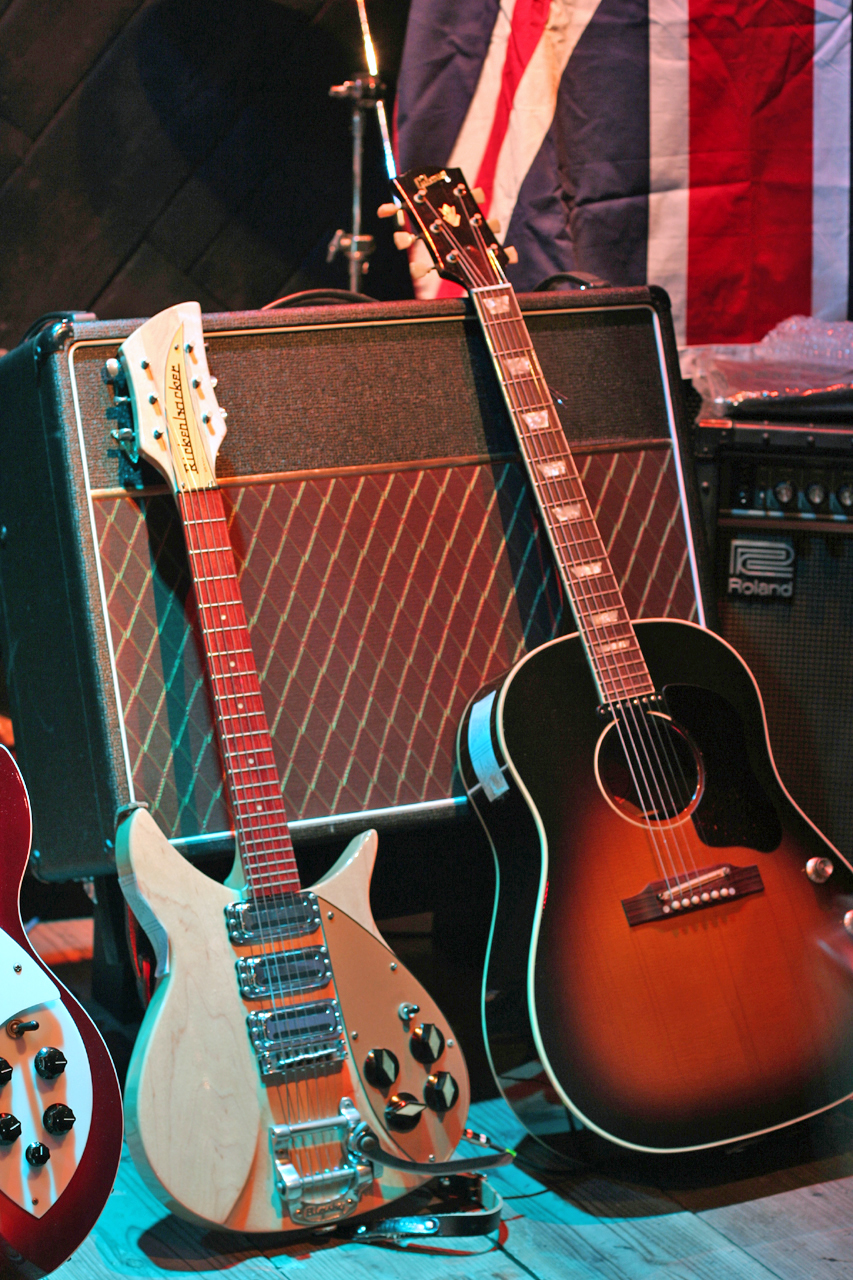
Elektrische Gitarre und Westerngitarre von John Lennon

Bei klassischen Gitarren mit Darm- oder Kunststoffsaiten hat ein einfacher massiver Holzhals ausreichend Stabilität, um dem Zug der Saiten ohne störende Verformung standzuhalten. Viele Instrumente mit Stahlsaiten, vor allem Western-, E-Gitarren und E-Bässe haben einen in den Hals eingelassenen einstellbaren Halsspannstab (truss rod). Dieser liegt in der Mitte des Halses in einem gebogenen Kanal und bewirkt eine Vorspannung des Halses entgegen der Saitenzugspannung.
Typische Gitarren haben auf dem Griffbrett Bünde (englisch frets). Diese helfen, die Saite beim Greifen punktgenau zu verkürzen, um einen bestimmten Ton beim Anschlagen zu erzeugen. Jedes Bundstäbchen entspricht dabei im Allgemeinen einem („temperierten“) Halbtonschritt. Oftmals sind am Hals Markierungen an einigen Bundpositionen angebracht, vor allem am 5., 7. und 9. Bund.
Ursprünglich bestanden die Bünde bis ins 18. Jahrhundert aus Darm (um den Hals geschnürte Darmsaiten), später wurden sie auch aus Elfenbein oder Silber gefertigt. Moderne Gitarrenbünde werden meist aus Neusilber (als Bunddraht) gefertigt. Bünde aus festen Materialien sind (im Gegensatz zu Darmbünden) unverrückbar in das Griffbrett eingehämmert. Diese Bauweise erlaubt es eigentlich nicht, Zwischentöne zu erzeugen. Mit geeigneten Spieltechniken wie zum Beispiel Ziehen (Bending), Bottleneck (beziehungsweise Slide) ist aber auch das möglich.
Der Hals variiert je nach Art der Gitarre. Klassische Gitarren haben eher einen breiten und flachgewölbten Hals, Stahlsaitengitarren eher schmale und fast halbrunde Hälse sowie gewölbte Griffbretter.
Am Anfang des Griffbrettes befindet sich der Sattel. Am verbreitetsten sind Sättel aus Kunststoff und aus Knochen. Sie werden entweder in eine in das Griffbrett gefräste Nut eingelassen oder an das Ende des Griffbretts geleimt. Kunststoffsättel werden industriell hergestellt und sind daher preiswerter. Bei Knochensätteln wird zwischen zwei verschiedenen Materialien unterschieden: zwischen ausgekochten und nahezu weißen, gebleichten Knochensätteln und sogenannten Fettsätteln, die aus nichtausgekochtem, ungebleichtem Rinderknochen bestehen.
Letztere sorgen aufgrund des im Knochen verbliebenen Fettanteils für eine Schmierung in den Sattelkerben, was ein Festklemmen der Saiten erschwert. Fettsättel haben aufgrund ihrer Naturbelassenheit eine leicht gelbliche Färbung. Aufgrund guter Verarbeitbarkeit und Schmiereigenschaften werden auch verschiedene Kunststoff-Graphit-Mischungen für die Herstellung von Gitarrensätteln verwendet.
Das Griffbrett endet auf der Decke, meist schließt es mit oder kurz vor dem Schallloch ab. Manche Instrumente haben „schwebende“ Griffbretter, die entweder nicht oder nur teilweise auf der Decke aufliegen. Meist werden solche Instrumente mit einem Griffbrettkeil gefertigt, der einen besseren Spielwinkel für den Spieler ermöglicht.

### Kopf
Am Ende des Halses befindet sich meist der Kopf bzw. die Kopfplatte, an der das andere Ende der Saiten an den drehbaren Stimmwirbeln befestigt ist. Mittels der seit dem 19. Jahrhundert verwendeten Stimmmechanik (übersetzte Wirbel) werden die Saiten gespannt und durch Regulierung der Spannung gestimmt. Der notwendige Druck der Saiten auf den Sattel entsteht dabei durch die Abwinkelung der Kopfplatte gegenüber dem Hals oder durch geeignete Hilfsmaßnahmen wie zum Beispiel Saitenniederhalter oder „gestaggerte“ Mechaniken (zum Ende der Kopfplatte niedriger werdende Wirbel).
Zu den häufigsten Bauformen von Kopfplatten gehören die Fensterkopfplatte (die bei Konzertgitarren Standard ist) und die massive Kopfplatte, die meist auf Stahlsaiten-Instrumenten oder historischen Instrumenten sowie hin und wieder bei Flamencogitarren Verwendung findet.
Viele E-Gitarren haben Klemmsättel, bei denen die Saiten am Sattel arretiert werden, um in Verbindung mit Vibratosystemen eine bessere Stimmstabilität zu erzielen. Es gibt auch gänzlich kopflose Gitarren (headless-Design, populär gemacht in den frühen 1980er Jahren durch Ned Steinberger). In beiden Fällen werden die Wirbel durch Stimmmechaniken am Steg ergänzt oder ersetzt. Das heißt, die eigentliche Stimmfunktion wandert an das andere Saitenende auf dem Korpus.

### Materialien
Beim Gitarrenbau werden in der Regel spezielle Klanghölzer verwendet – je nach Art und Eigenschaften in unterschiedlichen Kombinationen. Bei einfachen Instrumenten bestehen Decke und Boden aus Sperrholz (Laminat). Diese Bauweise ist kostengünstig und darüber hinaus weniger anfällig für Risse, allerdings ist die Klangqualität in der Regel geringer als bei Gitarren aus Massivhölzern. Die nächste Stufe hat eine Decke aus massivem Holz, und Spitzeninstrumente sind meist komplett aus massiven Hölzern gefertigt.
Vereinzelt kommen auch andere Materialien, wie zum Beispiel Metall, Verbundwerkstoffe oder Carbon, zum Einsatz. Kleinteile wie die Stegeinlage bestehen je nach Preisklasse ebenfalls aus verschiedenen Materialien, z. B. Kunststoff, Horn oder Knochen. Die Mechanik kann je nach Fabrikat (teilweise) aus Holz, Kunststoff oder veredelten Metallteilen bestehen.

## Tonumfang und Stimmung
Der Tonumfang beträgt bei sechssaitigen Gitarren in Standardstimmung in der Regel zwischen dreieinhalb (von E bis h″ bei 19 Bünden) und vier Oktaven (von E bis e‴ bei E-Gitarren-Modellen mit 24 Bünden).

### Standardstimmung
Als Standardstimmung der sechssaitigen Gitarre hat sich im Gegensatz zur historisch älteren und symmetrischen Quart-Terz-Stimmung der Vihuela mit reinen Quarten und einer großen Terz in der Mitte (4-4-3-4-4) die asymmetrische Intervallfolge 4-4-4-3-4 durchgesetzt. Diese Stimmung von der tiefsten („dicksten“) zur höchsten („dünnsten“) Gitarrensaite ergibt für die sogenannte 1/1-Gitarre (Primgitarre) mit einer Mensur von durchschnittlich 65 cm die Töne E – A – d – g – h – e′. Die offenen Saiten liegen also auf E2 = 82,4 Hz bis E4 = 329,6 Hz. Am 19. Bund (klassische Gitarre) liegt der höchste Grundton bei B5 (deutsch h) mit 987,8 Hz, bei der E-Gitarre am 22. Bund typischerweise auf D6 mit 1174,7 Hz.
Diese Stimmung und der Bezug mit sechs (einchörigen) Saiten ist erst seit der zweiten Hälfte des 18. Jahrhunderts gebräuchlich.

### Skordaturen
Gelegentlich werden auch eine oder mehrere Saiten der Gitarre auf andere Töne gestimmt. Eine solche veränderte Stimmung nennt man Skordatur (= „Umstimmung“). Die häufigste Skordatur in der klassischen Gitarrenmusik ist D – A – d – g – h – e′ (Dropped-D-Stimmung). Seltener anzutreffen ist: D – G – d – g – h – e′.
Um bei Renaissancemusik auf der modernen Gitarre die originalen Fingersätze verwenden zu können, wird die Skordatur E – A – d – fis – h – e′ verwendet, die der symmetrischen 4-4-3-4-4-Anordnung der Vihuela und der ersten sechs Chören der Renaissancelaute entspricht.

### Offene Stimmungen
In Folk- und Fingerstyle-Richtungen werden auch Skordaturen verwendet, bei denen die leeren Saiten einen einfachen Akkord ergeben. Solche Skordaturen werden offene Stimmungen (open tunings) genannt. Ein bekanntes Beispiel hierfür ist das Stück Das Loch in der Banane von Klaus Weiland. Durch das Mitschwingen der leeren Saiten erhält die Gitarre einen volleren Klang. Gebräuchliche offene Stimmungen sind:
- Offene D-Stimmung: D – A – d – fis – a – d′
- Offene G-Stimmung: D – G – d – g – h – d′

Die Stimmung D – A – d – g – h – e′ wird als Dropped-D-Stimmung manchmal auch zu den offenen Stimmungen gezählt, obwohl die leeren Saiten keinen einfachen Akkord ergeben.
In irischer Musik wird gerne die so genannte modale Stimmung D – A – d – g – a – d′ verwendet, und man spielt Harmonien, deren Klanggeschlecht (Dur/Moll) nicht bestimmt ist, da die Terz fehlt.

## Akustische Gitarren
Gitarren mit rein mechanischer Schallübertragung werden in Abgrenzung zu elektischen Gitarren als akustische Gitarren bezeichnet, deren moderne Hauptvertreter die mit Nylonsaiten versehene, auch als Konzertgitarre bekannte Spanische Gitarre und die durch das Kompositum „Akustikgitarre“ (auch als ) bezeichnete Gitarre mit Stahlsaiten sind. Letzterer Gitarrentyp wird aufgrund seiner Besaitung auch als Steelstring Guitar ‚Stahlsaiten-Gitarre‘, und wegen der Assoziation mit angloamerikanischen Musikgenres auch als Folk- oder Westerngitarre bezeichnet.

## Elektrische Gitarren

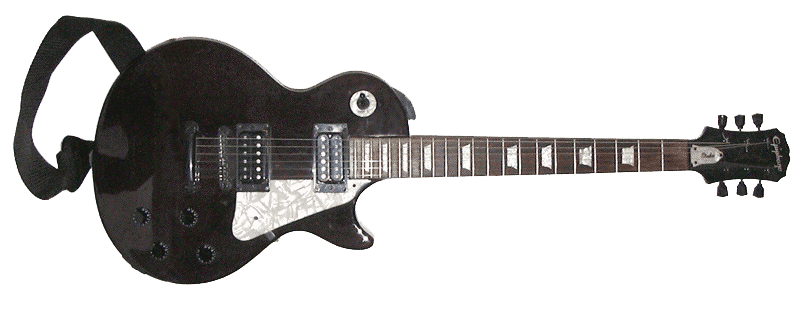
Elektrische Gitarre

Im Gegensatz zur akustischen Gitarre werden bei einer elektrischen Gitarre (Elektro-Gitarre, E-Gitarre) die Saitenschwingungen über elektrische ferromagnetische Tonabnehmer (Pick-up) oder über Piezokristalle abgenommen und elektronisch verstärkt, üblicherweise mit Gitarrenverstärkern. Der Korpus ist zumeist massiv. Außerdem gibt es elektroakustische Gitarren. Dabei handelt es sich um akustische Gitarren mit eingebautem Tonabnehmer. Dadurch kann der Ton wie bei der elektrischen Gitarre über einen Verstärker ausgegeben werden.

### Halbresonanzgitarre

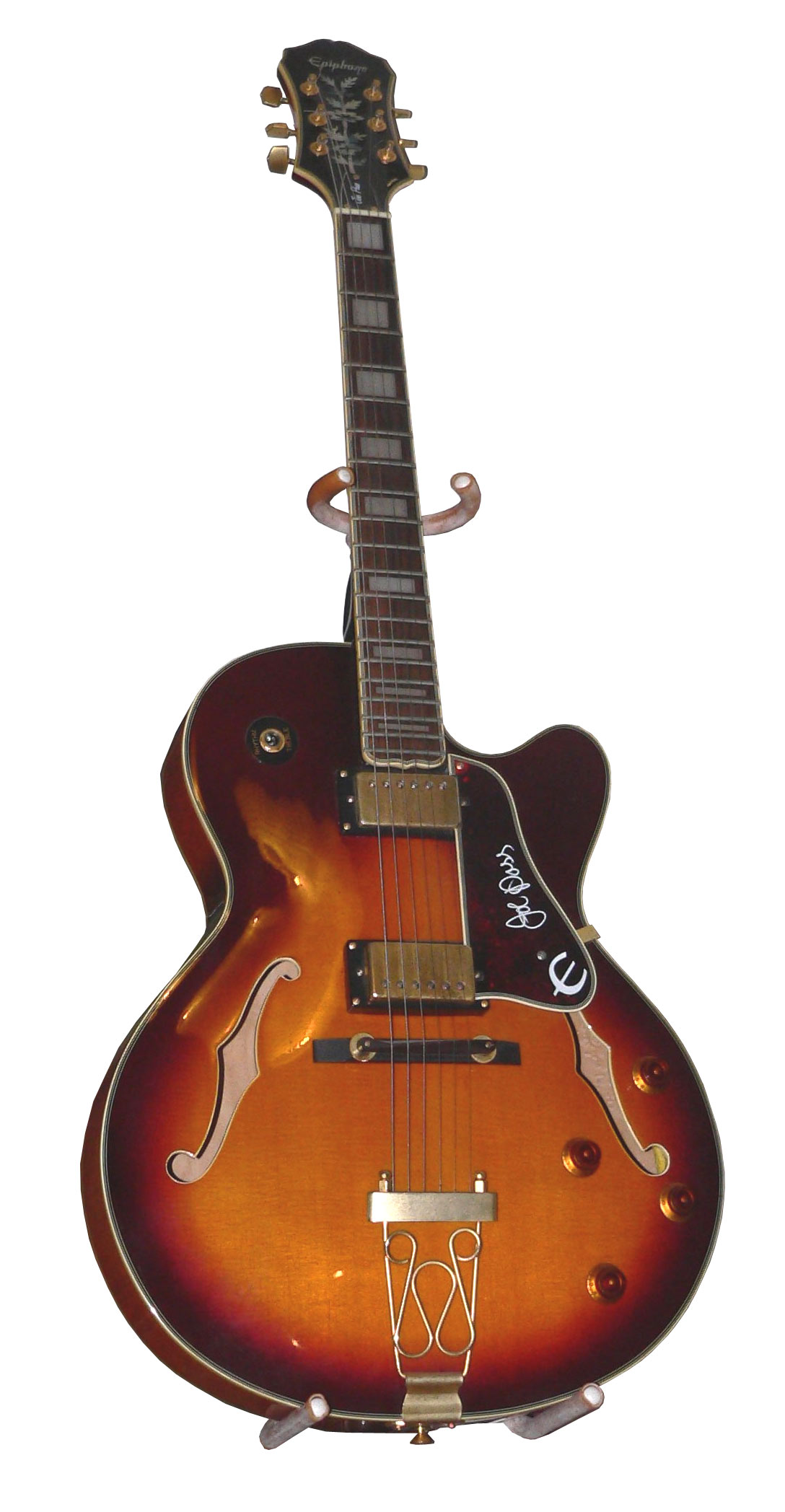
Halbresonanzgitarre der Firma Epiphone

Die Halbresonanzgitarre (auch Semiakustik-Gitarre bzw. Halbakustikgitarre genannt) ist eine Variante der elektrisch verstärkten Vollresonanz-Gitarre und unterscheidet sich von dieser durch die regelmäßig geringere Korpustiefe. Gelegentlich sind auch die übrigen Korpusmaße kleiner ausgelegt als bei der Vollresonanz-Gitarre.
Die reine Halbakustik-Bauweise wird als Hollow Body bezeichnet. Daneben ist die Verarbeitung eines massiven Mittelbalkens (Center-Block / Sustain-Block) anzutreffen, welcher in der Verlängerung des Halses bis an das untere Korpusende reicht und diesen in zwei Kammern teilt. Diese Instrumente werden häufig unter der Bezeichnung Semi-Solids geführt, da das Klangverhalten der massiv gebauten E-Gitarre (Solid-Body) näher kommt als der rein akustischen Version. Die Bezeichnung Semi-Solids wird auch für massiv gebaute E-Gitarren verwendet, die im Korpusinneren mit größeren Resonanzkammern ausgestattet sind.
Die typische Halbresonanzgitarre ist eine F-Loch-Gitarre mit Single-Cutaway (siehe Bild) oder Double-Cutaway. Ebenso sind auch Modelle ohne F-Löcher erhältlich, um den unerwünschten Rückkopplungseffekt im Verstärkerbetrieb zu minimieren. Die elektrische Regelausstattung umfasst zwei Tonabnehmer, die samt Volumen- und Klangregelung auf der Decke angebracht sind.

### E-Bass
Der E-Bass entstand aus dem Bemühen, den Kontrabass durch ein elektrisch verstärkbares Instrument mit gleicher Stimmung und gleichem Tonumfang, aber der Größe einer Gitarre zu ersetzen. Er hat in der Regel vier Saiten (es gibt aber auch Modelle mit fünf und mehr Saiten), die durchgehend in Quarten gestimmt werden. Deshalb sind die E-, A-, D- und G-Saite eine Oktave tiefer gestimmt als die korrespondierenden Saiten einer Gitarre. Wie die Gitarre ist der E-Bass ein oktavierendes Instrument, sein Ton erklingt also eine Oktave tiefer als notiert.

## Spezielle Bauformen
Gitarren gibt es in unterschiedlicher Größe und Mensur. So gibt es neben der Primgitarre (aufgrund der E-Moll-Grundstimmung früher auch E-Gitarre und in Bezug auf den „Normalton“ C auch C-Gitarre genannt) mit einer freischwebenden Saitenlänge (Mensur) von 60 bis 65 cm unter anderem Kindergitarren und auch speziell für kleinere Menschen angefertigte Instrumente, die unter anderem von Künstlern wie Prince gespielt wurden, sowie Gitarren unterschiedlicher Stimmlagen innerhalb der Gitarrenfamilie wie die (im 19. bereits bekannte) Terzgitarre (genannt auch G-Gitarre oder Es-Gitarre), die Quartgitarre („Halbe Gitarre“, auch A-Gitarre genannt, mit einer Mensur von etwa 50 und der Stimmung A-d-g-c′-e′-a′, neukonstruiert von dem Dresdner Gitarrenlehrer A. Schneider und von Anton Diabelli im Trio op. 62 verlangt), die Quintgitarre (etwa – konstruiert vor 1920 von Anton Schneider – mit einer Mensur von 44 cm; auch als H-Gitarre), die Quintbassgitarre und die Kontrabass-Gitarre (sowie die Sext- und Septbassgitarre). Eine Baritongitarre ist größer und eine Quinte tiefer gestimmt als eine Gitarre in Standardstimmung.

### Flamenco-Gitarren
Antonio de Torres (1817–1892) gilt als erster Erbauer spezieller Flamenco-Gitarren (um 1867). Allgemein haben traditionelle Flamenco-Gitarren dünnere Decken, Böden und Zargen, und sind insgesamt leichter und oft flacher als Konzertgitarren gebaut. Eine traditionell gebaute Flamenco-Gitarre spricht daher durch die im Vergleich zur Konzertgitarre etwas kürzere Einschwingzeit schneller an und klingt durch ihre leichtere Konstruktion auch relativ schnell aus. Dies unterstützt den im Ensemblespiel erwünschten harten und brillanten Klangcharakter der Flamenco-Gitarre, die sich insbesondere gegen die perkussiven Elemente des Flamencotanzes durchsetzen können muss.

### Jazzgitarre
Als Urform der Jazzgitarre (auch Plektrumgitarre oder Schlaggitarre genannt) gilt das 1923 hergestellte Modell L-5 der Gibson Mandolin-Guitar Manufacturing Company in Kalamazoo/USA, das den Standard für alle Instrumente dieses Genres bestimmen sollte. Dies war ein nach Vorbild des Geigenbaus hergestellter Korpus mit gewölbtem Boden und gewölbter Decke (Archtop), bei dem anstelle des zentralen Schalllochs zwei F-Löcher in die Decke eingearbeitet waren. Die Stahlsaiten waren in einem trapezförmigen Saitenhalter aus Metall am unteren Korpusende verankert, welche über einen zweiteiligen und damit höhenverstellbaren Steg führten. Der Hals – bis dahin in Höhe des 12. Bundes mit dem Korpus verbunden – gab bei der L-5 volle 14 Bünde frei. Um dem Saitenzug des nun längeren Halses entgegenzuwirken, zog Gibson in einer Nut längs des Halses einen Stahlstab ein, der an seinem Austritt, unter dem Sattel auf der Kopfplatte, über eine Gewindemutter noch zusätzlich verstellbar war. Die Firma hatte lange Zeit ein Patent auf diese Konstruktion.
Mit Anbruch der Swing-Ära war die Gitarre zum festen Bestandteil der Big Bands und Tanzorchester geworden. Der Instrumentenbau reagierte auf das Bedürfnis nach Instrumenten, die sich gegen die Lautstärken in mittleren und großen Orchestern durchsetzen konnten, indem zunächst die Resonanzkörper der Jazzgitarren zunehmend vergrößert wurden. Wirkliche Abhilfe schafften dann ab den 1930er Jahren Versuche mit Tonabnehmern, die entweder freischwebend mittels entsprechender Halterungen zwischen Decke und Saiten platziert oder direkt auf die Decke montiert wurden. Die erste industriell in Serie gefertigte Jazzgitarre mit fest montiertem Tonabnehmer war die 1936 eingeführte Gibson ES-150.
Nach Ende des Zweiten Weltkriegs kam es zu weiteren Veränderungen im Bau der Jazzgitarre. Als Neuerung wurden Instrumente mit einem Cutaway ausgestattet, der der Greifhand auch oberhalb des 14. Bundes noch bequemes Spiel gestattete. Um Gitarren schneller und kostengünstiger herstellen zu können, ging man dazu über, Böden, Decken und Zargen aus Sperrholz zu fertigen, die dann in speziellen Pressmaschinen geformt wurden. Die akustischen Sperrholzgitarren waren den aus Massivhölzern hergestellten Instrumenten klanglich zwar nicht gleichwertig, doch dieser Nachteil trat in den Hintergrund, da die Jazzgitarren immer häufiger nur noch elektrisch verstärkt gespielt wurden.
1950 begann die Dekade, in der Gibson mit der Les Paul und der ES 335 und die neu konzipierten Gitarren von Leo Fender aus Kalifornien den Markt belebten. Dass Jazzgitarren jedoch auch in der Folgezeit von den führenden Herstellern weiterhin gefertigt wurde, hatte nicht nur traditionelle, sondern auch klangliche Gründe, da kein anderer Gitarrentyp vergleichbar klare und runde Töne zu erzeugen vermochte.

### Zwölfsaitige (sechschörige) Gitarren

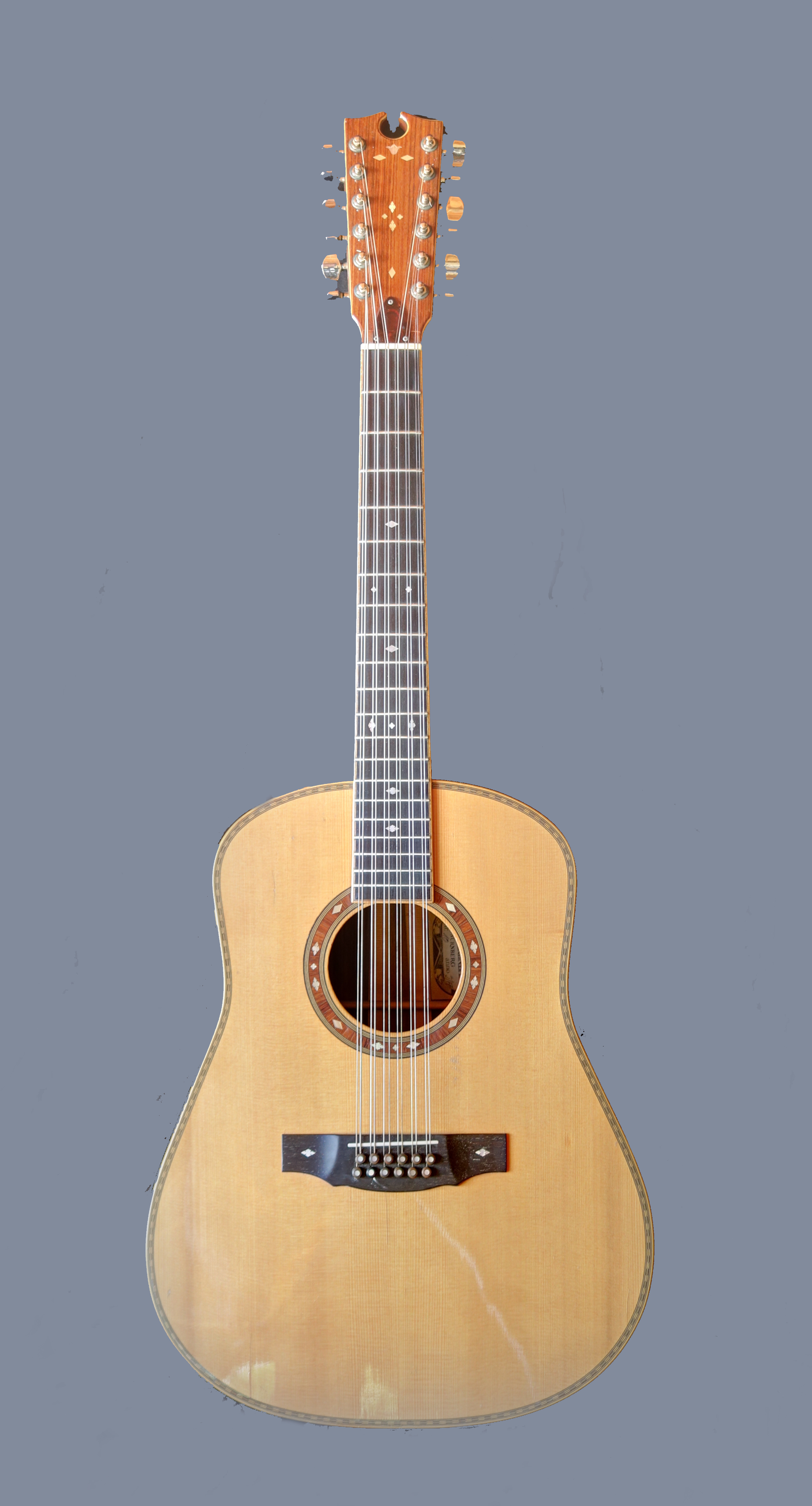
12-saitige Gitarre von Roland Oetter aus dem Jahre 1977

Die zwölfsaitige Gitarre mit Stahlsaiten (englisch twelve-string guitar) wird wie ihr sechssaitiges Pendant gestimmt; zu den Saiten E, A, d und g kommt hier jedoch jeweils eine höhere Saite im Oktavabstand; die h-Saite und die e′-Saite werden durch gleichgestimmte Saiten verdoppelt (Ee Aa Dd gg′ hh e′e′). Die Saitenpaare werden auch Saitenchöre genannt, durch die sich im Vergleich zur sechssaitigen Gitarre ein anderes, durch die Oktavsaiten „aufgehelltes“ Klangbild und ein durch Schwebungseffekte aufgrund kleiner Stimmungsabweichungen bedingter Chorus-Effekt ergibt.
Bereits um 1770 baute der Harfenmacher Nadermann eine zwölfsaitige Gitarre, die er Bissex nannte. Erfunden hatte sie der Gesang- und Gitarrenlehrer Vanhecke (oder van Hecke oder Van Eck; * um 1780 in Paris), der auch eine Méthode de jouer le Bissex dafür verfasste.
Bekannte Interpreten, die hauptsächlich zwölfsaitige Gitarren verwenden, sind z. B. Leo Kottke, Melissa Etheridge, Roger McGuinn und John Denver.

### Gitarren mit erweitertem Tonumfang

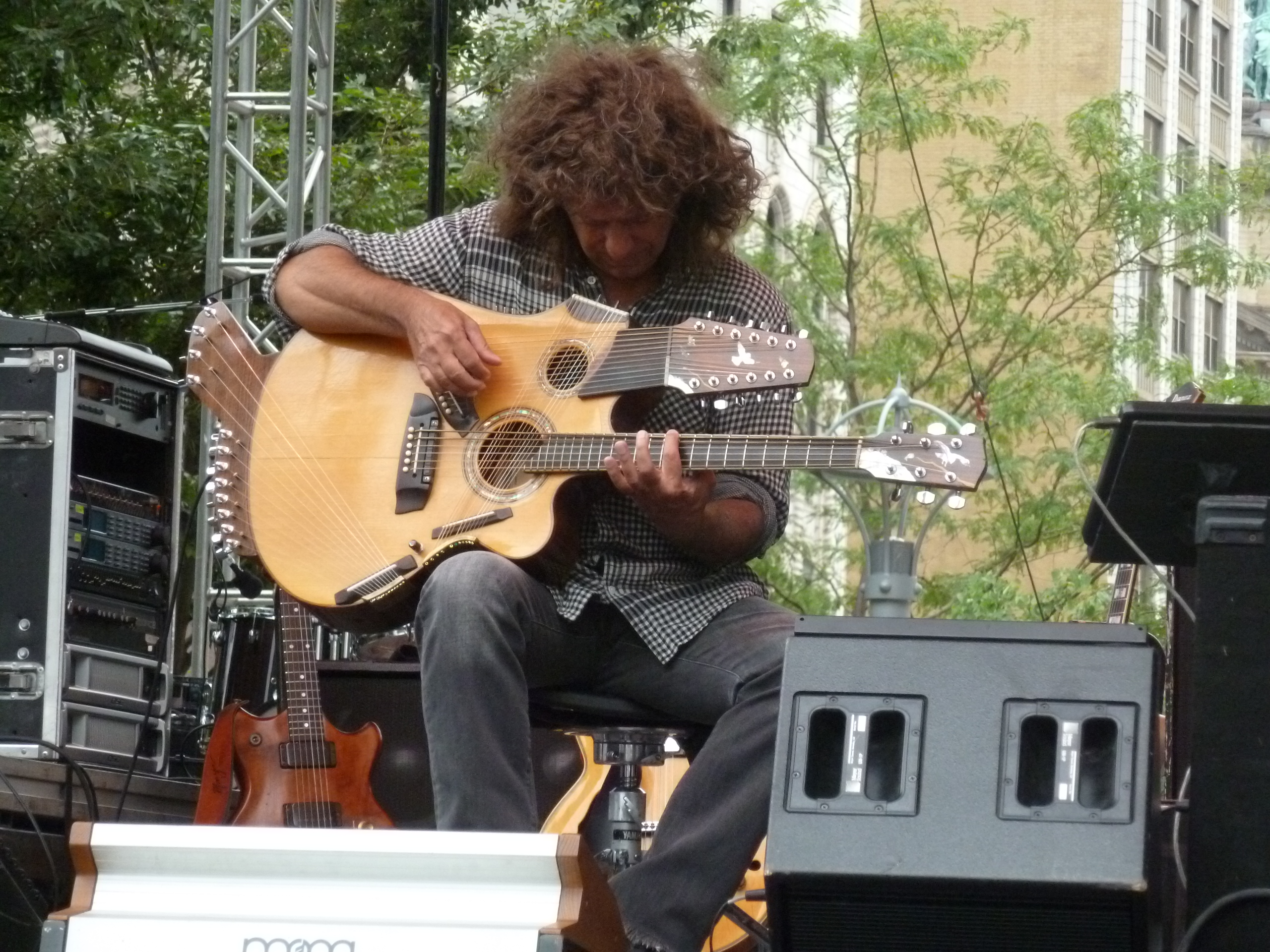
Pat Metheny mit einer Pikasso-Gitarre

Weit seltener als sechssaitige sind Gitarren mit sieben, acht, neun oder zehn Saiten. Auch elf- und dreizehnsaitige, sogenannte Altgitarren, haben eine gewisse Verbreitung, vor allem in Schweden (altgitarr). Die recht häufige zwölfsaitige Gitarre hat zum herkömmlichen EADGHE-Saitensatz sechs Saitenpaare. Die vier tiefen Saiten (E, A, d und g) werden um höher gestimmte Oktavsaiten und die zwei hohen Saiten (h und e′) um gleich gestimmte Saiten ergänzt. Die so entstehenden, jeweils eng nebeneinander liegenden Saitenpaare werden zusammen gegriffen bzw. angeschlagen. So wird ein volleres Klangbild als bei der sechssaitigen Gitarre erzielt, durch minimale Verstimmungen der Doppelsaiten gegeneinander und der daraus resultierenden Phasenschwingungen ergibt sich ein sphärisch klingender Chorus-Effekt.
Auch historische Zupfinstrumente (z. B. Pandora oder Orpheréon) hatten zuweilen mehr als sechs Saiten, in der Regel doppelchörig besaitet. Seit dem 19. Jahrhundert werden gezielt einchörige Instrumente mit mehr als sechs Saiten verwendet. Bekannte Beispiele sind der siebensaitige Heptachorde und der zehnsaitige Décachorde des französischen Gitarrenbauers René François Lacôte, für die die zeitgenössischen Gitarristen Ferdinando Carulli und Napoléon Coste eigene Lehrwerke verfassten.
In Russland wurde die siebensaitige Gitarre in der ersten Hälfte des 19. Jahrhunderts durch die Gitarristen Ignatz Held und Andreas Sichra (1773–1850) populär gemacht und im 20. Jahrhundert durch Musiker wie Vladimir Maškewič (1888–1971), Wasil Juriew (1881–1962) und Michail Iwanow (1889–1953) repräsentiert.
Bekannte Interpreten auf Gitarren mit erweitertem Tonumfang sind:
- siebensaitige Gitarre (im brasilianischen Choro als Violão de sete cordas): Dino 7 Cordas, Yamandu Costa, Raphaëlla Smits
- siebensaitige Gitarre im Jazz: Bucky Pizzarelli, George Van Eps
- achtsaitige Gitarre: Paul Galbraith, Raphaella Smits sowie Tosin Abasi und Javier Reyes
- zehnsaitige Gitarre: Narciso Yepes
- elfsaitige Gitarre: Göran Söllscher
- dreizehnsaitige Gitarre: Andreas Koch
- 42-saitige Pikasso-Gitarre: Pat Metheny

### Doppelhalsgitarre

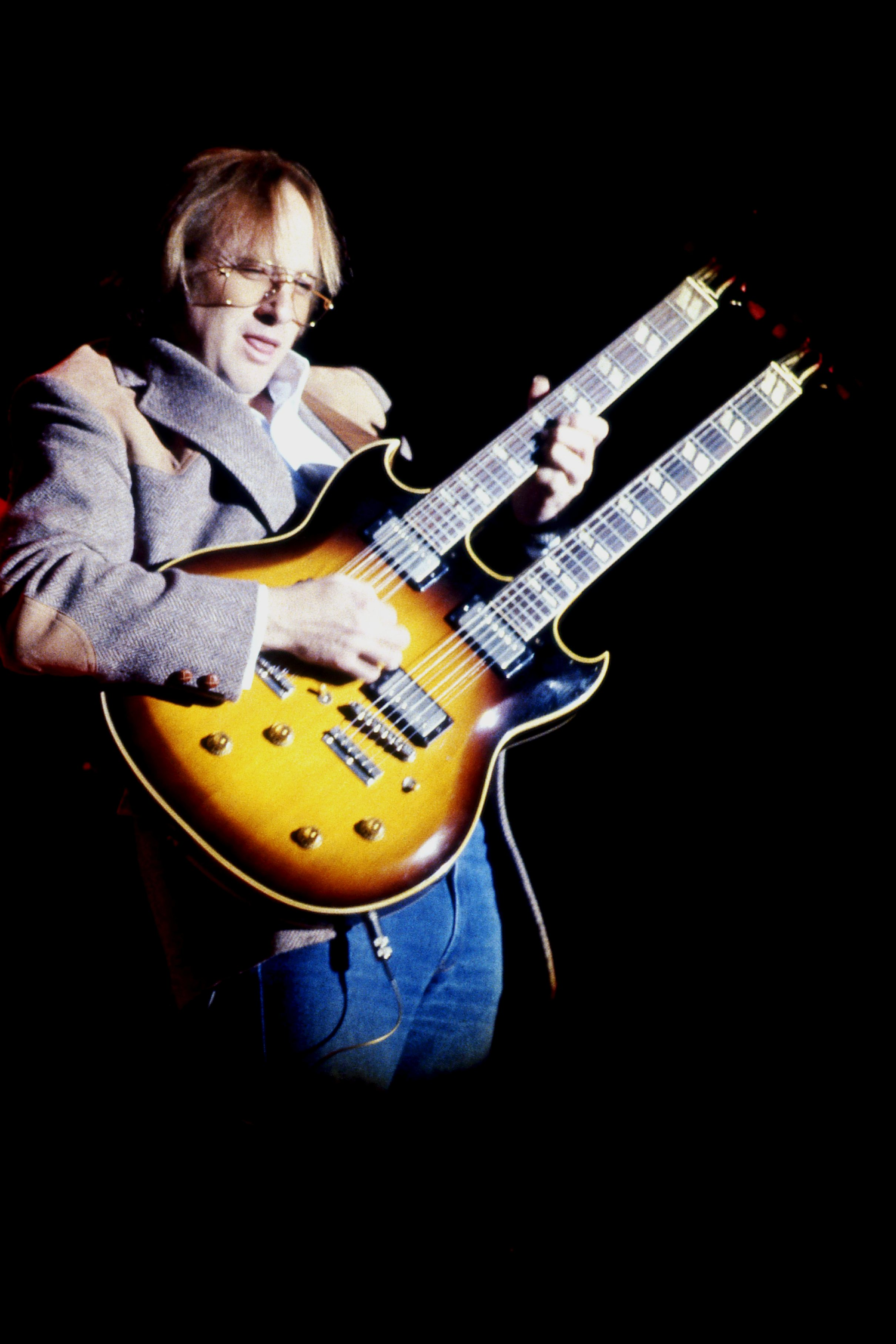
Stephen Stills mit einer Gibson-Doppelhalsgitarre

Eine Sonderform ist mit einem zweiten Hals ausgestattet; damit können verschiedene Stimmungen bespielt werden oder ein Hals kann eine zwölfsaitige Bespannung bieten. Instrumente mit einem dritten Hals sind selten.
Bekannte Musiker, die eine Doppelhalsgitarre spielten, sind Jimmy Page, Don Felder und Stephen Stills; alle drei nutzten eine Gibson EDS-1275.
Auch die Kontragitarre (Schrammelgitarre) hat zwei Hälse, wobei jedoch nur einer mit einem Griffbrett ausgestattet ist, während auf dem zweiten freischwingende Basssaiten als Bordun angebracht sind.

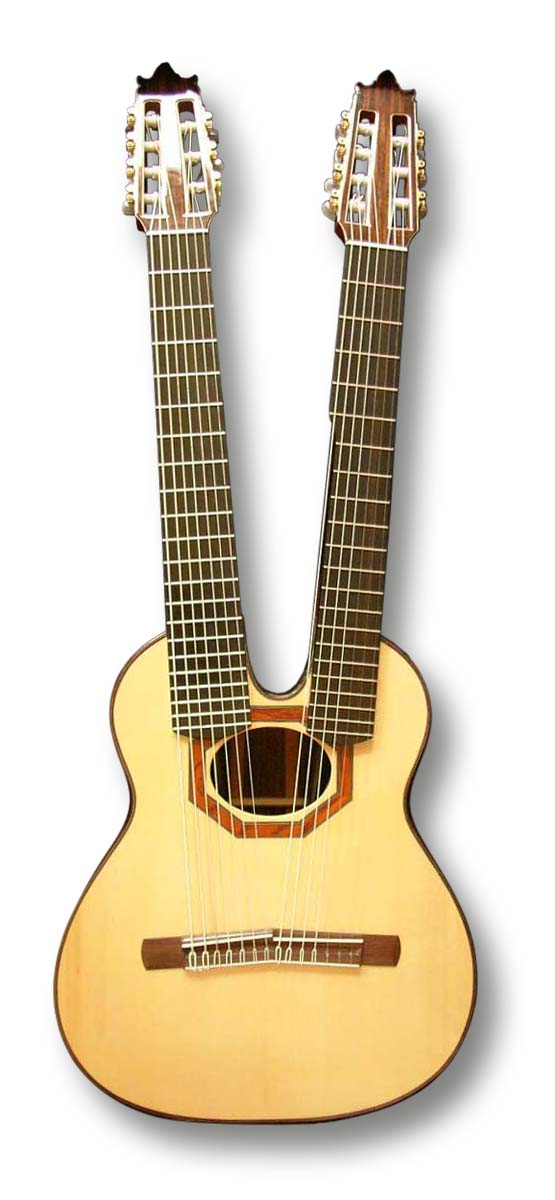
Doppelhalsgitarre mit normaler und Quintbassbespannung
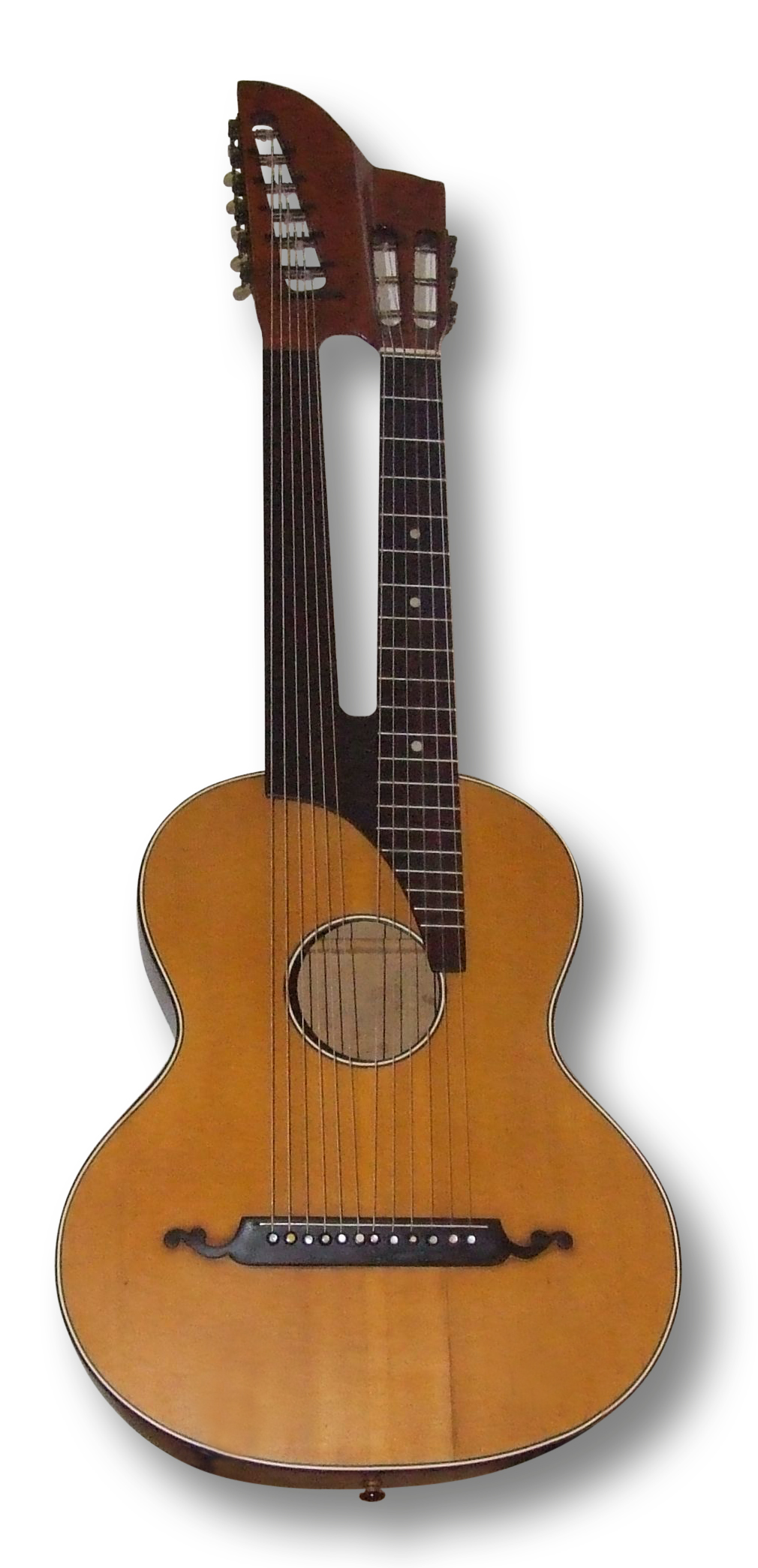
Eine Kontragitarre, auch „Schrammelgitarre“ genannt
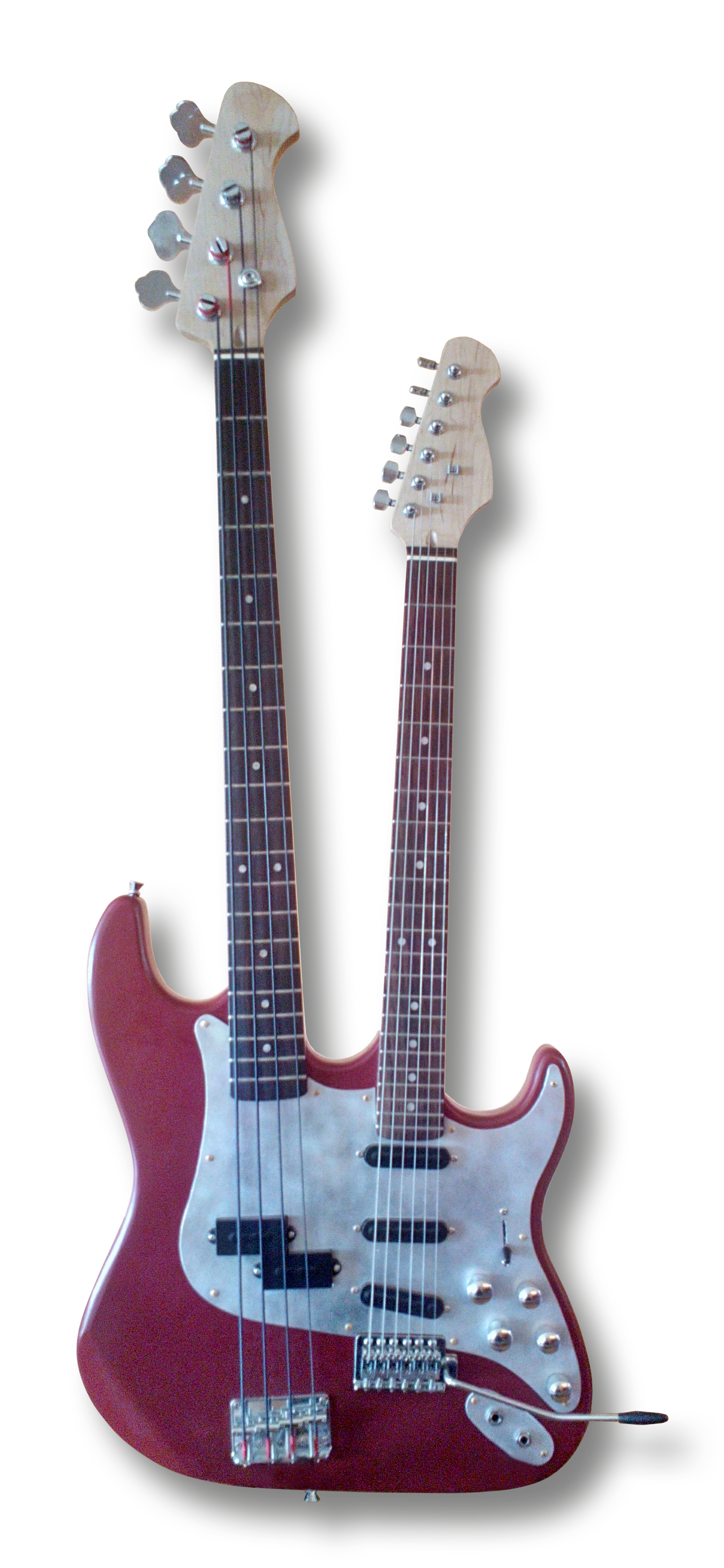
Doppelhals-E-Gitarre: 4 Saiten Bass / 6 Saiten Standard

### Gitalele
Auch Gitarlele, Guitalele oder Guitarlele genannt; siehe Gitalele.

### Guitare-basson
Im Jahr 1846 schuf L. G. Warncke aus Nancy eine Gitarre mit Schnarr-Register.

## Gitarren für spezielle Bedürfnisse

### Gitarren für Linkshänder

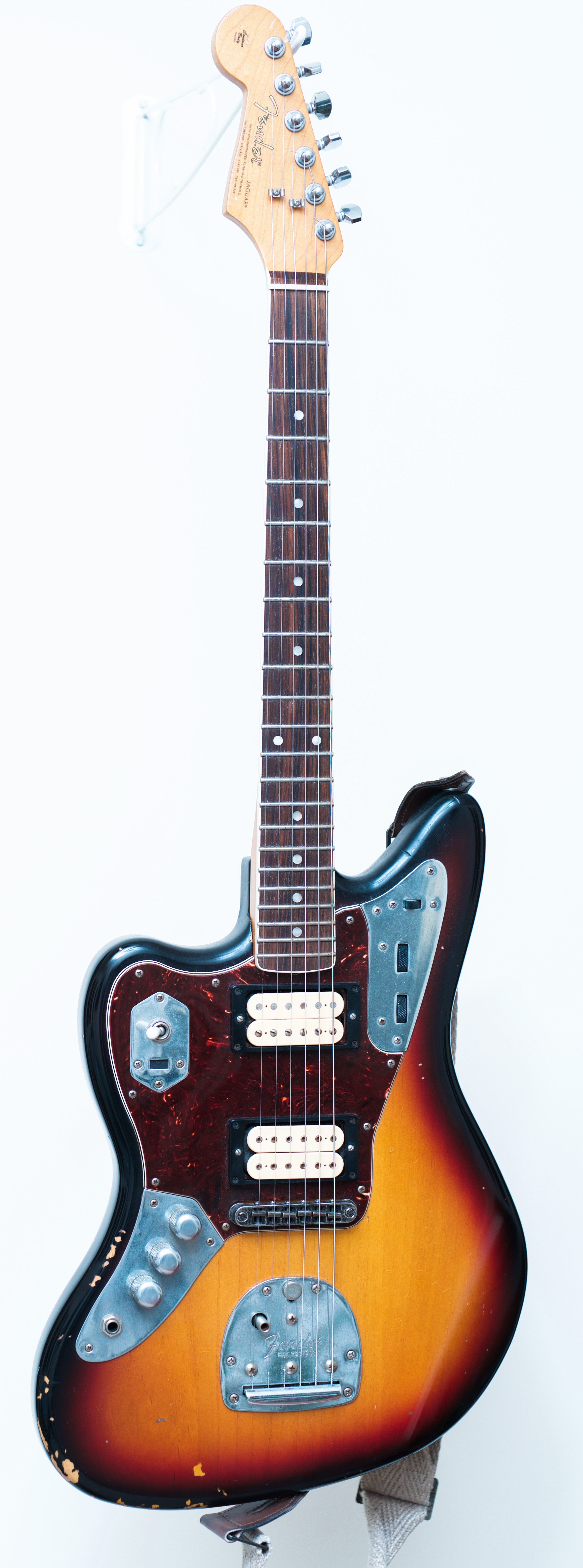
Linkshänder-Modell: die Fender Jaguar von Kurt Cobain

Gitarren sind in der Regel nicht symmetrisch konstruiert. Die Stegeinlage ist schräg angeordnet, um den Ton auf den hohen Bünden oktavrein zu halten. So haben die tiefen Saiten – bedingt durch ihre größere Amplitude und die höhere Stegeinlage – eine größere Schwingungslänge als die hohen, dünneren Saiten. Die Einkerbungen im Sattel werden entsprechend der Saitendicke unterschiedlich ausgeführt. Die Deckenverleistung im Inneren ist gewöhnlich den statischen und akustischen Anforderungen entsprechend asymmetrisch konstruiert. Es reicht daher meist nicht, bei einer normalen Gitarre die Saiten „verkehrt“ aufzuziehen. Würde man auf einer Gitarre die Saitenlage lediglich umdrehen, würde durch den schrägen Steg die Oktavunreinheit verstärkt. Einige wenige Hersteller bauen daher spiegelbildlich gestaltete Modelle.
Die meisten großen Hersteller von elektrischen Gitarren und Stahlsaitengitarren bieten spezielle Linkshänder-Gitarren an. Aufgrund der geringeren Nachfrage und des gesteigerten Produktionsaufwandes sind sie allerdings 10 bis 30 Prozent teurer als Rechtshänder-Gitarren des gleichen Modells. Es werden zudem nur einige wenige Modelle aus der Modellpalette auch als Linkshand-Version angeboten. Die Tatsache, dass es überhaupt Linkshänder-Gitarren gibt, stellt eine Eigenheit dieser Instrumentengattung dar. Selten findet man Streicher, die ihren Bogen mit der linken Hand halten und entsprechende Instrumente spielen.
Einige Linkshänder (z. B. Mark Knopfler, Gary Moore oder Noel Gallagher) spielen jedoch ganz normale Rechtshänder-Gitarren wie Rechtshänder. Schließlich gibt es einige wenige Linkshänder (etwa Doyle Bramhall II), die eine normal rechtshändig bespannte Gitarre linkshändig umgekehrt spielen, oder eine Rechtshändergitarre die linkshändig bespannt ist, z. B. Jimi Hendrix.

### Kindergitarren
Eine Kindergitarre ist eine Gitarre, die für unterschiedliche Körpergrößen verkleinert gefertigt wird. Kindergrößen sind, ungefähr bezogen auf Gitarren mit einer Mensur von 65 cm, ⅛, ¼, ½, ¾ und ⅞. Der Hals mit dem Griffbrett ist schmaler und dünner, damit ihn eine Kinderhand umfassen und die Saiten ohne Mühe greifen kann. Die Saiten sind in Standard-Stimmung. Eine tiefe Saitenlage und geringe Spannung der Saiten ist von Vorteil für kleine Finger. Stahlsaiten schneiden stark ein und sind daher für Kinderhände eher ungeeignet. Chitarrina (auch Bezeichnung für eine kleine Laute) wird im Italienischen eine nicht mit Kindergitarren zu verwechselnde Spielzeuggitarre genannt.

### Stumme Gitarren und Reisegitarren

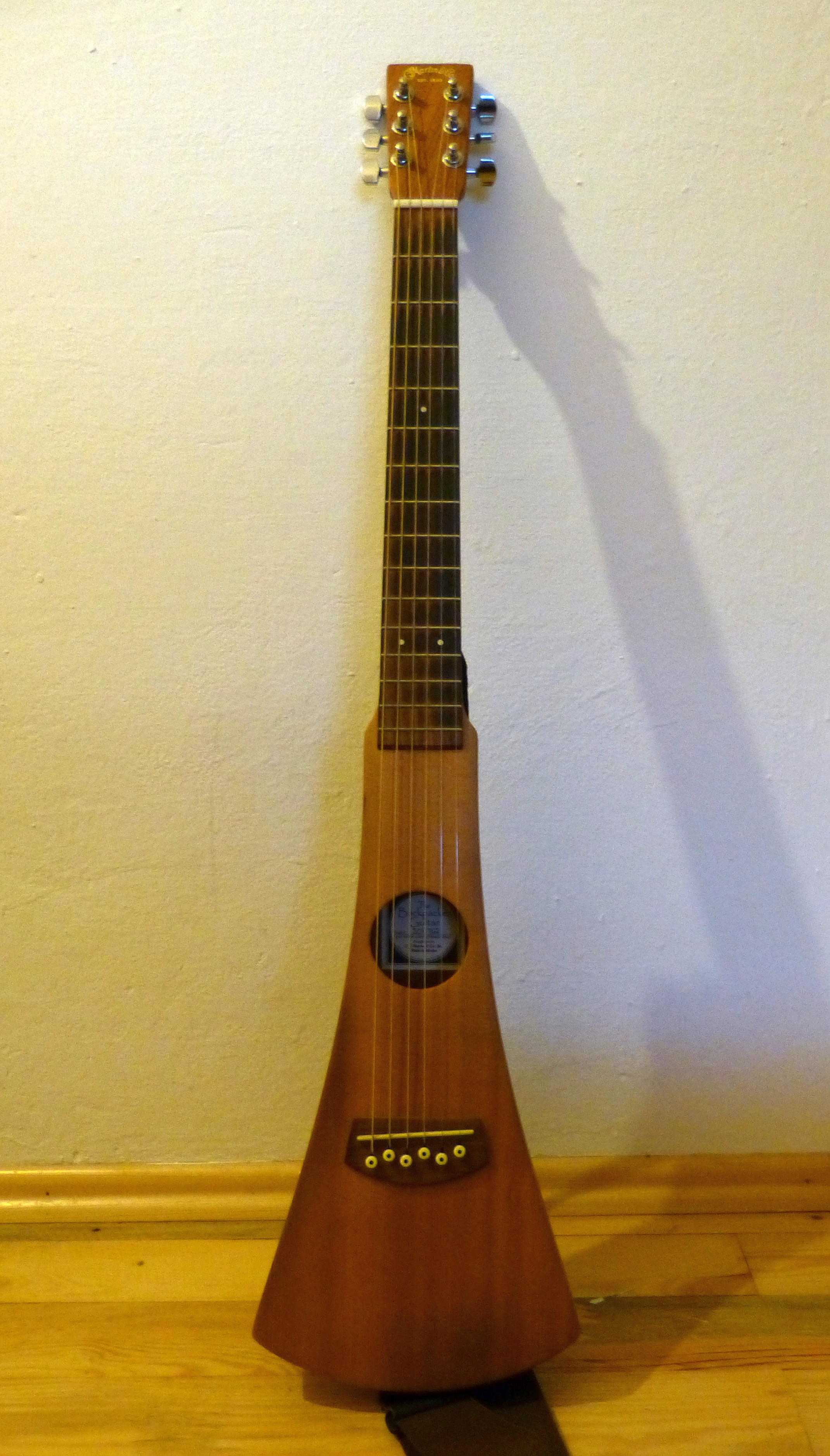
Travel guitar von C. F. Martin

Während sogenannte „stumme Gitarren“ (engl. silent guitars) vergleichbar zu stummen Klaviaturen zum leisen Üben gedacht sind, stehen bei „Reisegitarren“ (auch „Touristengitarre“ genannt) ein platzsparendes Design und geringes Gewicht im Vordergrund.
Silent Guitar (Yamaha Corporation) und Traveller Guitar, seit 1992 produziert von einer gleichnamigen Firma mit Stammsitz in Redlands (Kalifornien), sind auch die Markennamen von korpuslosen Gitarren, die sich wie eine Konzert- oder eine Folk- oder Westerngitarre spielen. Durch den fehlenden Resonanzkörper sind sie wesentlich leiser, aber auch leichter als andere Gitarren. Der Ton kann darüber hinaus auch elektrisch abgenommen und verstärkt werden. Eine andere Art von Reisegitarre ist die 1975 in Deutschland von Roger Field erfundene Foldaxe (1977 für kurze Zeit von Hoyer hergestellt, dann von Field weiterentwickelt), eine zusammenfaltbare E-Gitarre, die ursprünglich für Chet Atkins konzipiert war.

### Weitere Gitarrenarten
siehe Kategorie:Gitarrenart

## Spieltechniken
Grundsätzlich unterscheidet man zwischen Spieltechniken, die mit der Greifhand oder der Anschlagshand (die Hand, mit der die Saiten in Schwingung versetzt werden) ausgeführt werden. Einige Techniken werden in der Praxis auch mit beiden Händen angewendet, z. B. Tapping.

### Techniken der Anschlagshand
Die die Tongebung (den Anschlag) bewirkende Anschlagshand, bei Rechtshändern ist es die rechte, ist die „führende“ Hand. Sie gibt oftmals Rhythmus und Geschwindigkeit vor und produziert die Töne durch Anschlagen der Saiten.
Die Finger der Anschlagshand werden (nach spanischem Vorbild) mit p (pulgar, Daumen), i (index, Zeigefinger), m (medio, Mittelfinger), a (anular, Ringfinger) und M (meñique, auch q, ch, l, k und e, bei Dionisio Aguado c, kleiner Finger) bezeichnet.

#### Elementare Anschlagsarten
- Zupfen oder Fingerspiel (englisch Fingerpicking): einzelne Saiten werden mit den Fingern gezupft. Dies kann auch in Kombination von Plektrum und Fingern erfolgen. Auf diese Weise ist auch ein mehrstimmiges Melodiespiel möglich. Man unterscheidet hierbei zwei Ausführungsarten:
  - Apoyando, spanisch für „aufstützend, anlehnend“: angelegter Anschlag oder Stützschlag, bei dem der Finger nach dem Anschlagen einer Saite an der nächsttieferen (bzw. nächstunteren) abgestoppt wird, d. h. anlegt. Diese Technik erzeugt einen kräftigen, voluminösen Ton. Das Gegenteil von Tirando.
  - Tirando, span. für ziehend: freier Anschlag, bei dem der Finger nach dem Anschlagen einer Saite die nächste nicht berührt.

- Schlagen oder Durchstreichen (englisch Strumming): mehrere Saiten werden gleichzeitig angeschlagen. Dies kann mit einem einzigen oder mehreren Fingern und/oder mit einem Plektrum erfolgen, wobei zwischen Abschlag in Richtung der höchsten Saite, englisch Downstroke (Zeichen: ), und Aufschlag in Richtung der tiefsten Saite, englisch Upstroke (Zeichen: ), unterschieden wird.[23]
  - Rasgueado: eine vor allem auf der Barockgitarre und in der spanischen Flamenco-Musik angewandte Technik, bei der in der Regel drei oder vier Finger in schneller Folge mit der Nagelseite dergestalt über die Saiten schlagen, dass die Anschläge in hoher Geschwindigkeit aufeinander folgen und einen rasselnden Effekt produzieren.

#### Ausführungsweisen der elementaren Anschlagsarten
- Im Wechselschlag:
  - Als abwechselnder Auf- und Abschlag (siehe Schlagen).
  - Bei der klassischen Spieltechnik das abwechselnde Benutzen verschiedener Finger – meistens Zeige- und Mittelfinger – beim Spielen einstimmiger Passagen.
  - Beim Spiel einzelner Saiten mit dem Plektrum das abwechselnde Anschlagen der Saite nach unten und oben mit dem Plektrum (diese Technik wird auch alternate picking genannt).
- Tremolo: sehr schnelle Wiederholung eines Tones (häufig: p-a-m-i-Anschlag), durch die der Eindruck eines durchgehenden Tones vermittelt wird. Die Technik ist besonders von der Mandoline her bekannt.
- Sweep Picking (auch „sweeping“): mehrere Saiten werden mit einem kontrolliert „durchgleitenden“ Plektrumanschlag gespielt. Im Gegensatz zum Akkord klingen die Saiten aber alle einzeln, was durch Dämpfen mit der Greifhand erreicht wird.

#### Beeinflussung des Schwingungsverhaltens durch die Anschlagshand
- Dämpfen (englisch muting; zur Erzeugung abgedämpfter (dumpfer) pizzicatoartiger Töne, englisch muffled notes, französisch étouffées, spanisch apagado, abgekürzt Pizz. muff. oder auch Pizz.[24]). Dieses Pizzicato wird durch Anschlagen von mit dem Handballen der Anschlagshand ein paar Millimeter vor dem Steg abgedämpfter Saiten erzielt. Man bezeichnet dies auch als Palm Mute, Palm-Muted oder Palm Muting (P.M.). Zudem werden auch bei Pausen die Saiten mit der Anschlagshand gedämpft. Das Dämpfen mit der Anschlagshand kann in der Tabulatur durch ein „X“ angezeigt werden und wird insbesondere bei sogenannten Ghost Notes und Dead Notes eingesetzt.[25]
- Staccato, ein Abdämpfen unmittelbar nach dem Anschlag mit einem Finger der Anschlagshand oder durch geringe Anhebung der entsprechenden Finger der Greifhand[26]

#### Perkussive Effekte
- perkussive Effekte wie Tambora, wobei ein Akkord durch Aufschlagen des Daumenballens oder anderer Finger der rechten Hand nahe dem Steg zum Klingen gebracht wird.[27]
- Two-Hand-Tapping Auch right hand tapping genannt: ein erweitertes normales Tapping, bei dem die rechte Hand zusätzlich zum Einsatz kommt.

### Spezielle Greifhandtechniken

Bending

- Vibrato: der greifende Finger wird in einer mehr oder weniger schnellen „Zitterbewegung“ entlang der Halsachse leicht hin und her bewegt. Dadurch ändert sich die Tonhöhe nach oben hin in einer leichten Schwingung. Man unterscheidet dabei das klassische Vibrato durch horizontale Fingerbewegung und das meistens von E-Gitarristen benutzte Vibrato durch vertikales Ziehen (Bending) der Saiten.
- Ziehen (engl. Bending): Man greift eine Saite und zieht oder schiebt diese mit dem greifenden Finger entlang der Bundachse, wodurch der momentan erklingende Ton sich stufenlos dem angepeilten Zielton annähert, bis dieser schließlich erklingt.
- Dämpfen (französisch Étouffez): Durch Setzen der Greiffinger auf die Bünde  kann eine dumpfe, perkussive Klangwirkung bzw. eine so genannte Dead-Note (in Noten und Tabulatur dargestellt durch ein „x“) erzielt werden.[28] Daneben werden, insbesondere bei verzerrtem und lautem E-Gitarrenspiel, auch nichtgezupfte Saiten gedämpft, um deren Mitschwingen und damit Nebengeräusche und eine unerwünschte akustische Rückkopplung (Feedback) zu verhindern.
- Aufschlagbindung (engl. Hammer-On): ein Finger der Greifhand schlägt kräftig auf die Saite. Die Tonerzeugung erfolgt also „klopfend“ durch die Greifhand.
- Abzugsbindung (engl.: Pull-Off): Ein Finger, der vorher einen Ton gegriffen hat, lässt die Saite schnell los bzw. zupft sie an. Dadurch erklingt der Ton, der an einem tieferen Bund auf dieser Saite gegriffen ist, oder aber der Ton der leeren Saite (= Zupfen mit der linken Hand).
- Glissando (auch englisch Slide „Gleiten“'): der Finger gleitet von einem Bund zu einem anderen, wobei die Saite heruntergedrückt bleibt. Im Notenbild wird der Gebrauch des Gleit- oder Schleiffingers durch sogenannten Führungsstriche (gerade Bindungsstriche) kenntlich gemacht.[29] Die Technik wird häufig im Blues mit einem Röhrchen, dem Bottleneck gespielt. Dieser steckt auf einem Finger der Greifhand.
- Flageoletts: Bei dieser Technik berührt ein Finger nur leicht bestimmte Punkte der Saite um Obertöne zu erzeugen und verlässt diese ganz kurz nach dem Anschlag wieder.[30]

## Notation
Stücke für Gitarre werden sowohl in Tabulatur, oft in speziellen Gitarrentabulaturen, als auch (seit etwa 1750) auch in Noten schriftlich festgehalten. Ein die Stimmführung erleichternder spezieller Notensatz für Gitarre (wie er sich später auch bei Mauro Giuliani findet) wurde erstmals zwischen 1779 und 1802 von dem französischen Gitarristen Jean-Baptiste Phillis (* um 1751; † 1823) verwendet. Die Noten für Gitarre werden im oktavierten Violinschlüssel notiert, erklingen also eine Oktave tiefer. Die Tabulaturschreibweise, welche die Saiten der Gitarre nachbildet, geht auf die Lautenmusik der Renaissance zurück. Während klassische Gitarrenstücke bevorzugt in Noten angeboten werden, ist eine moderne Gitarrentabulatur für Musik aus den Bereichen Rock, Pop und Folk populär. Dem Gitarrenspieler werden oft beide Varianten (wie im Bild dargestellt) angeboten.
Wie in der übrigen Musikliteratur wurden für neuartige Klangeffekte der Neuen Musik im 20. Jahrhundert (z. B. in Kompositionen von Xavier Benguerel, Alberto Ginastera und Leo Brouwer) auch für die Gitarre neue Formen der Notation entwickelt.

## Bekannte Gitarristen
siehe Liste von Gitarristen

### Bücher
- Tony Bacon, Dave Hunter: totally guitar: The Definitive Guide. Thunder Bay Press, 2004, ISBN 1-59223-199-3. (englisch)
- Paul Day, André Waldenmeier: E-Gitarren: Alles über Konstruktion und Historie. Carstensen Verlag, 2007, ISBN 978-3-910098-20-6.
- Hannes Fricke: Mythos Gitarre: Geschichte, Interpreten, Sternstunden. Reclam, Stuttgart 2013, ISBN 978-3-15-020279-1.
- Franz Jahnel: Die Gitarre und ihr Bau. Verlag Erwin Bochinsky, Frankfurt am Main 1963; erschienen auch im Verlag Das Musikinstrument 1977; 8. Auflage 2008, ISBN 978-3-923639-09-0.
- Johannes Klier, Ingrid Hacker-Klier. Die Gitarre. Ein Instrument und seine Geschichte. Hrsg. und eingeleitet von Santiago Navascués. Musikverlag Biblioteca de la Guitarra M. Bruckbauer, Bad Schussenried 1980, ISBN 3-922745-01-6.
- Martin Koch: Gitarrenbau. Martin Koch Verlag, 1999, ISBN 3-901314-06-7.
- Michael Leonardl: Das große illustrierte Handbuch Gitarre. Nikol Verlagsges., 2008, ISBN 978-3-86820-007-2.
- Carlo May: Vintage – Gitarren und ihre Geschichten. MM-Musik-Media-Verlag, Augsburg 1994, ISBN 3-927954-10-1.
- Jürgen Meyer: Akustik der Gitarre in Einzeldarstellungen. Band 42: Das Musikinstrument. Verlag Erwin Bochinsky, 1985, ISBN 3-923639-66-X.
- Frederick Noad: The Frederick Noad Guitar Anthology. 4 Bände (The Renaissance Guitar, The Baroque Guitar, The Classical Guitar, The Romantic Guitar). Ariel Publications, New York 1974, ISBN 978-0-8256-1811-6 […]; Neudrucke: Amsco Publications, New York / London / Sydney 1992 und 2002, UK ISBN 0-7119-0958-X, US ISBN 0-8256-9950-9.
- Peter Päffgen: Die Gitarre – Geschichte, Spieltechnik, Repertoire, Grundzüge ihrer Entwicklung. Schott Music, Mainz 1988, ISBN 3-7957-2355-8; 2., erweiterte Auflage ebenda 2002.
- Hugo Pinksterboer: Pocket-Info: Akustische Gitarre. Schott Music, Mainz 2002, ISBN 3-7957-5126-8.
- Józef Powroźniak: Gitarren-Lexikon. Übers. [von Leksykon gitary] aus d. Poln. von Bernd Haag. Mitarb. an d. erw. u. überarb. dt.-sprachigen Ausg.: A. Quadt […]. 1979; 4. Auflage. Verlag Neue Musik, Berlin 1988, ISBN 3-7333-0029-7; Neuausgabe: Gitarren-Lexikon. Komponisten, Gitarristen, Technik, Geschichte. Nikol Verlagsgesellschaft, Hamburg 1997, ISBN 3-930656-45-0.
- Konrad Ragossnig: Handbuch der Gitarre und Laute. Schott Music, Mainz 2002, ISBN 3-7957-8725-4.
- Conny Restle, Christopher Li (Hrsg.): Faszination Gitarre. Nicolaische Verlagsbuchhandlung, Berlin 2010, ISBN 978-3-89479-637-2.
- Alexander Schmitz: Das Gitarrenbuch. Geschichte, Instrumente, Interpreten. Krüger, Frankfurt am Main 1982.
- Michael Schneider: Guitar Basics – Der ultimative Hardware-Guide für Gitarristen. Presse-Projekt-Verlag MEDIEN, Bergkirchen 2008, ISBN 978-3-937841-56-4.
- Stefan Sell: Die Gitarre – Musikinstrumente entdecken. Schott Music, Mainz 2008, ISBN 978-3-7957-0177-2.
- Gerken Teja, Michael Simmons: Akustische Gitarren – Alles über Konstruktion und Historie. Carstensen Verlag, 2003, ISBN 3-910098-24-X.

### Zeitschriften
- Peter Päffgen (Hrsg.): Gitarre & Laute. Verlag Gitarre & Laute, Köln 1979 ff., ISSN 0172-9683.